# Baltische gouvernementen
De Baltische gouvernementen (Russisch: Прибалтийские губернии) is de aanduiding voor de gouvernementen (goebernija's) van het keizerrijk Rusland die in 1918 onafhankelijk werden als Estland en Letland.
De Baltische gouvernementen bestonden uit de historische regio's Koerland, Lijfland en Estland, die grenzen aan de oostelijke kust van de Oostzee (Baltische Zee). De Zweedse overzeese gebiedsdelen Estland en Lijfland werden hervormd tot de gouvernementen Reval en Riga, toen ze werden veroverd door Rusland tijdens de Grote Noordse Oorlog en vervolgens overgedragen door Zweden bij de Vrede van Nystad in 1721. Beide gouvernementen Revel en Riga bestonden op dat moment slechts uit een provincie; respectievelijk de provincie Estland en de provincie Lijfland. In 1795 werd de derde Baltische provincie Koerland geannexeerd door het Russische Rijk bij de Derde Poolse Deling. 
Na een bestuurlijke hervorming in 1796 werd het gouvernement Reval hernoemd tot gouvernement Estland (Estljandskaja goebernija) en het gouvernement Riga tot het gouvernement Lijfland (Lifljandskaja goebernija).
Soms wordt de provincie Ingermanland aan de zuidoostkust van de Finse Golf of, heel zelden, het gouvernement Kovno (Kaunas) in het huidige Litouwen ook tot de Baltische gouvernementen gerekend. De laatste werd ook bij een van de Poolse delingen onderdeel van het Russische Rijk en werd in 1918 onderdeel van de onafhankelijke staat Litouwen.